# Concierto para piano n.º 8 (Mozart)

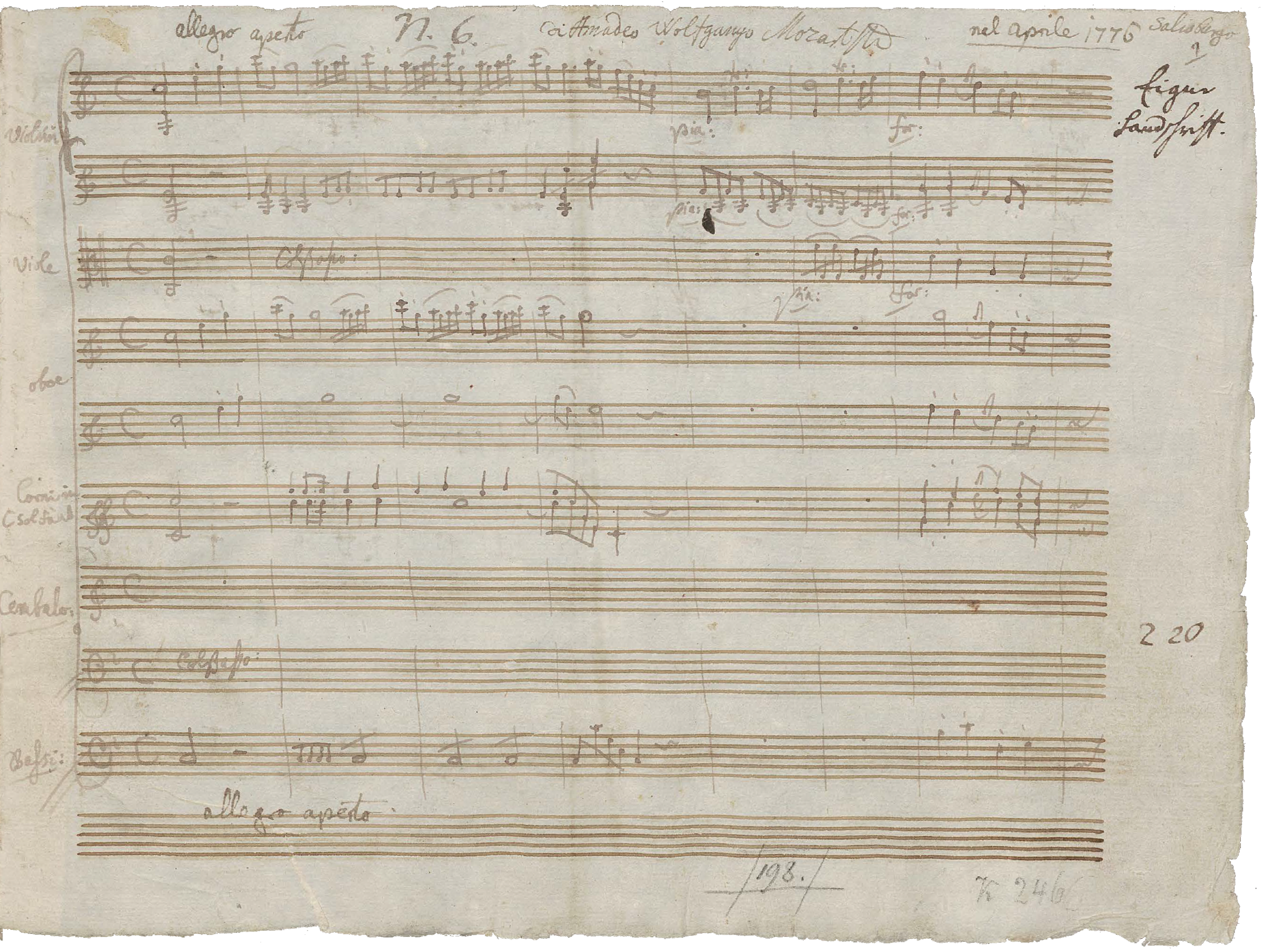
Concicerto para piano K 246

El Concierto para piano n.º 8, llamado "Lützow", en do mayor, K. 246, fue escrito por Wolfgang Amadeus Mozart en abril de 1776.

## Creación
El concierto para piano K. 246 pertenece, al igual que el Concierto para piano n.° 6, al grupo de los primeros conciertos de Salzburgo. Mozart lo compone en abril de 1776 para la condesa Antonia Lützow. La obra es técnicamente poco exigente para adecuarla al nivel pianístico de la condesa. Mozart reconoció la ventaja de que esta obra, dada su sencillez, se adecuaba muy bien para que otros pianistas la pudieran aprender en muy poco tiempo. Por este motivo llevó esta sencilla obra en su viaje de conciertos a Mannheim.

## Instrumentación
El concierto está compuesto para piano y orquesta compuesta por dos oboes, dos trompas y sección de cuerdas.

## Estructura
Consta de tres movimientos:
- I. Allegro aperto.
- II. Andante.
- III. Tempo di Menuetto.